# Tomb Raider (komiks)
Tomb Raider – seria komiksów opartych na serii gier komputerowych Tomb Raider. Oryginalna seria komiksów z lat 1999-2005 została opublikowana przez wydawnictwo Top Cow i była oparta na grach wydanych przez Core Design. W 2014 wydawanie komiksów zostało wznowione przez Dark Horse Comics i seria ta jest oparta na reboocie marki dokonanym przez Crystal Dynamics.

## Historia
Wydawnictwo Top Cow w grudniu 1997 roku wydało pierwszy komiks z Larą Croft pt. Tomb Raider/Witchblade będący crossoverem z seria komiksową Witchblade. Jego scenarzystą i rysownikiem był Michael Turner, zaś komiks przedstawiał przygody Lary Croft i Sary Pezzini z Witchblade. Zdobył sporą popularność, więc rok później pojawiła się jego kontynuacja pt. Witchblade/Tomb Raider. Gdy i on dobrze się sprzedał, wydawnictwo postanowiło co miesiąc wydawać komiks poświęcony przygodom samej Lary. Wydany w grudniu 1999  Tomb Raider #1 roku był najlepiej sprzedającym się komiksem w Stanach Zjednoczonych w roku 1999.
Komiks oparty był głównie na tej samej ciągłości, co gry Core Design, w których samolot Lary ulega katastrofie, ale szczegóły są zmienione. W tej wersji Lara leci owym samolotem wraz z rodzicami i swym narzeczonym z okazji zbliżającego się małżeństwa (w serii gier samolot Lara został wynajęty na wakacje na narty). Scenarzystami serii byli Dan Jurgens, John Ney Rieber i James Bonny, a rysownikami m.in. Andy Park, Michael Turner, Billy Tan i Adam Hughes. Do 2005 wydano pięćdziesięciu numerów z serii Tomb Raider, dwanaście z serii Tomb Raider: Journeys oraz około dwudziestu wydań specjalnych.
Top Cow miało wznowić Tomb Raider w 3. kwartale 2007 roku, jednak zawieszono te plany z powodów licencyjnych.
W 2014 Dark Horse Comics uzyskało licencję na wydawanie komiksów z Larą Croft. Tym razem fabuła jest dzieje pomiędzy poszczególnymi grami Crystal Dynamics. Pierwsze sześć numerów napisała Gail Simone, następne zaś Rhianna Pratchett i Mariko Tamaki.

## Polskie wydania
Na polskim rynku TM-Semic wydał 14 pierwszych numerów głównej serii wydawnictwa Top Cow oraz oba crossovery z serią Witchblade. W 2003 roku zaprzestano wydawania komiksów Tomb Raider.
Tomb Raider z wydawnictwa Dark Horse Comics został wydany od marca 2019 roku przez Scream Comics. W styczniu 2021 roku Scream Comics ogłosił wydanie Tomb Raider Archives, omnibusowe wydanie zbiorcze zeszytów wydanych przez Top Cow. Wydano wówczas tylko trzy tomy z czterech, gdyż podczas próby zdobycia praw na ostatni tom Dark Horse Cmics zostało wykupione przez Embracer Group, zaś prawa autorskie związane z komiksami wróciły do studia Crystal Dynamics i nie do końca było wiadomo, co dalej z możliwością wykupienia licencji na polskie tłumaczenie. Po wyjaśnieniu kwestii praw autorskich, w marcu 2025 roku zapowiedziano wydanie ostatniego, czwartego tom Tomb Raider Archives przez Scream Comics.

### Lista tytułów wydanych w Polsce
- Tomb Raider/Witchblade (wyd. TM-Semic 2000)
- Tomb Raider: Maska Meduzy, cz. 1 (wyd. TM-Semic 2001)
- Tomb Raider: Maska Meduzy, cz. 2 (wyd. TM-Semic 2001)
- Tomb Raider: Kamień Merlina (wyd. TM-Semic 2001)
- Tomb Raider: Dead Center, cz. 1 (wyd. Fun Media 2002)
- Tomb Raider: Dead Center, cz. 2 (wyd. Fun Media 2002)
- Tomb Raider: Shangri-La, cz. 2 (wyd. Fun Media 2002)
- Tomb Raider: Ostatnia Zagadka (wyd. Fun Media 2003)
- Tomb Raider: Zarodnik (wyd. Scream Comics 2019)
- Tomb Raider: Wybór i poświęcenie (wyd. Scream Comics 2019)
- Tomb Raider: Krucjata ocalonej (wyd. Scream Comics 2021)
- Tomb Raider: Piekło (wyd. Scream Comics 2021)
- Tomb Raider – Archiwa, t. 1 (wyd. Scream Comics 2021)
- Tomb Raider – Archiwa, t. 2 (wyd. Scream Comics 2021)
- Tomb Raider – Archiwa, t. 3 (wyd. Scream Comics 2021)
- Tomb Raider – Archiwa, t. 4 (wyd. Scream Comics TBA)